# Skidziel
Skidziel ou Skidal (en biélorusse : Скідзель ou Скідаль) ou Skidel (en russe : Скидель ; en polonais : Skidel) est une ville de la voblast de Hrodna ou oblast de Grodno, en Biélorussie. Sa population s'élevait à 10 554 habitants en 2015.

## Géographie
Skidziel est arrosée par la rivière Skidlanka et se trouve à 30 km au sud-est de Hrodna et à 221 km à l'ouest de Minsk.

## Histoire

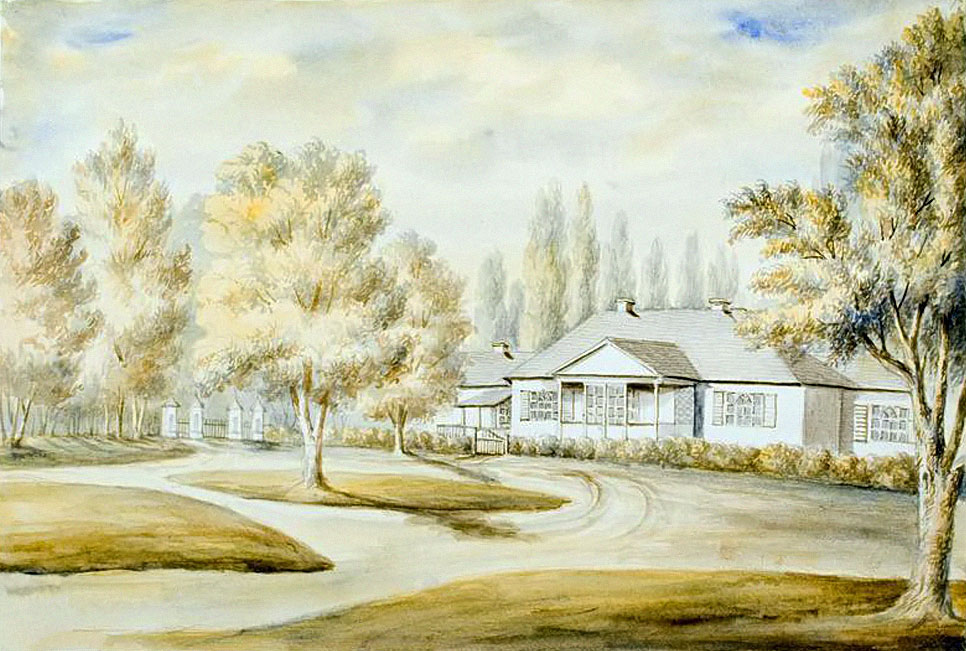
Résidence Czetwertyński, par Napoleon Orda, XIXe siècle

La première mention de la ville de Skidzel remonte au début du XVIe siècle, alors que la ville fait partie du grand-duché de Lituanie. En raison de sa situation sur une importante route commerciale entre Hrodna (Grodno) et Slonim, Skidzel devient progressivement un centre de commerce. Dans la première moitié du XVIIe siècle, lorsque la ville devient la propriété des Radziwiłł, Skidzel compte de nombreux artisans, des forgerons, des tonneliers et des couturiers, mais connaît un certain déclin au cours du siècle suivant. En 1706, la ville est mise à sac par les armées de l'empereur Charles VI.
Skidzel est rattachée à l'Empire russe à l'occasion de la troisième partition de la Pologne, en 1795 et fait alternativement partie du gouvernement de Lituanie ou de celui de Grodno. En 1812, l'armée de Napoléon occupe Skidzel et ordonne la construction d'entrepôts pour stocker les aliments confisqués. Ces structures accueillent à partir des années 1830 les premières tanneries de Skidzel, lorsque le gouvernement russe encourage la fabrication de selles en cuir et de bottes pour l'armée. Au début du XIXe siècle, Skidzel est une ville animée par des foires et des marchés, par l'artisanat, le travail du bois, des établissements vinicoles, des brasseries et une variété de commerces de détail et d'artisanat. La population de Skidzel double au cours du siècle, atteignant 2 720 habitants au recensement de 1897, dont 2 222 Juifs. Malgré une forte émigration, en particulier vers les États-Unis, les Juifs représentaient encore 80 pour cent de la population de la ville en 1931.
Pendant la Première guerre mondiale, des combats ont lieu autour de Skidziel : du 6 au 16 septembre 1915, les troupes allemandes de la 54e division d'infanterie de l'Empire allemand poursuivent les troupes russes jusque sur le Niémen et la Bérézina.
Avec le traité de Riga, Skidziel est rattachée à la Deuxième République de Pologne en 1921. En 1939, alors que des troupes soviétiques entrent en territoire polonais, survient une diversion anti-polonaise, connue sous le nom de révolte de Skidzel (en). Organisée par des Juifs et des Biélorusses, elle s'attaque à la police polonaise et est plus tard réprimée par l'armée polonaise.
La ville est ensuite occupée par l'Armée rouge et rattachée à la République socialiste soviétique de Biélorussie en 1939. La ville est occupée par l'Allemagne nazie dès le 24 juin 1941, après le bombardement de son petit aéroport et du centre-ville. Plusieurs milliers de Juifs de Skidziel et de ses alentours sont d'abord enfermés dans un ghetto,, certains assassinés sur place. Lors de la destruction du ghetto, en mars 1943, les 2 300 survivants, escortés par des soldats allemands et des collaborateurs biélorusses, doivent marcher jusqu'au camp de transit de Kielbasin,,. De là, ils sont transportés jusqu'aux camps d'extermination d'Auschwitz et de Treblinka, où la quasi-totalité périt,,,. En 2004, une stèle commémorative est érigée à l'endroit où se tenait le ghetto.
Après la Seconde Guerre mondiale, Skidziel redevient soviétique. La ville est reconstruite, mais les traces de son passé juif s'effacent rapidement.
Skidziel accède au statut de ville en 1974.

## Population
Recensements (*) ou estimations de la population :
| 1833  | 1878  | 1897* | 1921* | 1931* |
| ----- | ----- | ----- | ----- | ----- |
| 1 277 | 1 525 | 2 720 | 2 971 | 3 815 |

| 1959* | 1970* | 1979* | 1989*  | 1999*  |
| ----- | ----- | ----- | ------ | ------ |
| 5 493 | 7 760 | 9 225 | 10 924 | 11 600 |

| 2009*  | 2012   | 2013   | 2014   | 2015   |
| ------ | ------ | ------ | ------ | ------ |
| 10 869 | 48 795 | 10 604 | 10 511 | 10 554 |

## Patrimoine
- Yechiva (début du xxe siècle)
- Église Saint-Michel (1851)
- Église de l'Assomption de Marie (1870). Construite dans les années 1870 dans le style néo-gothique par la famille Czetwertyński[15],[16]. Elle est rénovée dans les années 1990 par des paroissiens[17].
- Église catholique Saint-Joseph l'Artisan (1990)[18]
- Église orthodoxe des Nouveaux Martyrs et Confesseurs de la terre biélorusse (2005).
- Gare ferroviaire (première moitié du xxe siècle)
- Musée Mikhas' Vassiliok (be) (poète biélorusse)

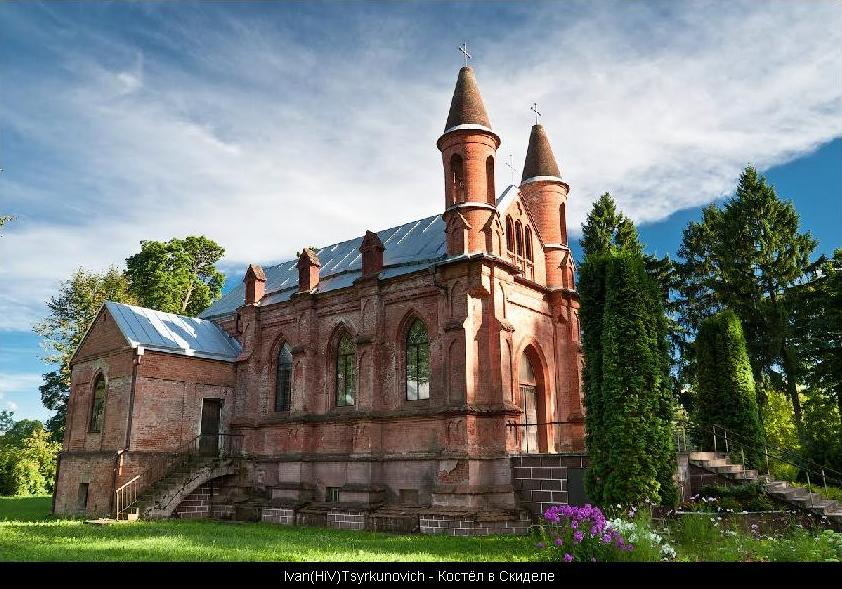
Église de l'Assomption de Marie (1870)
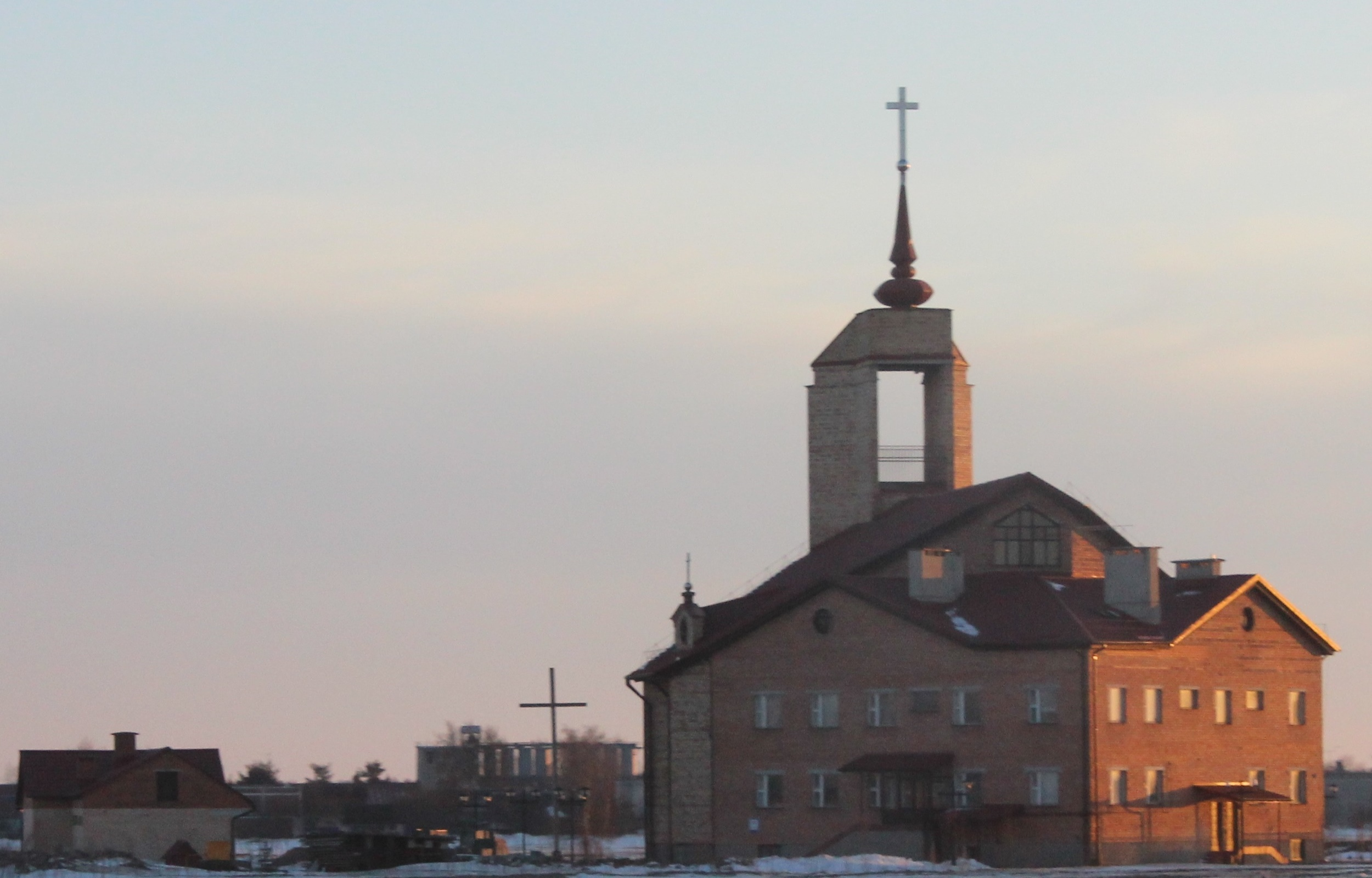
Église catholique Saint-Joseph l'Artisan (1990)
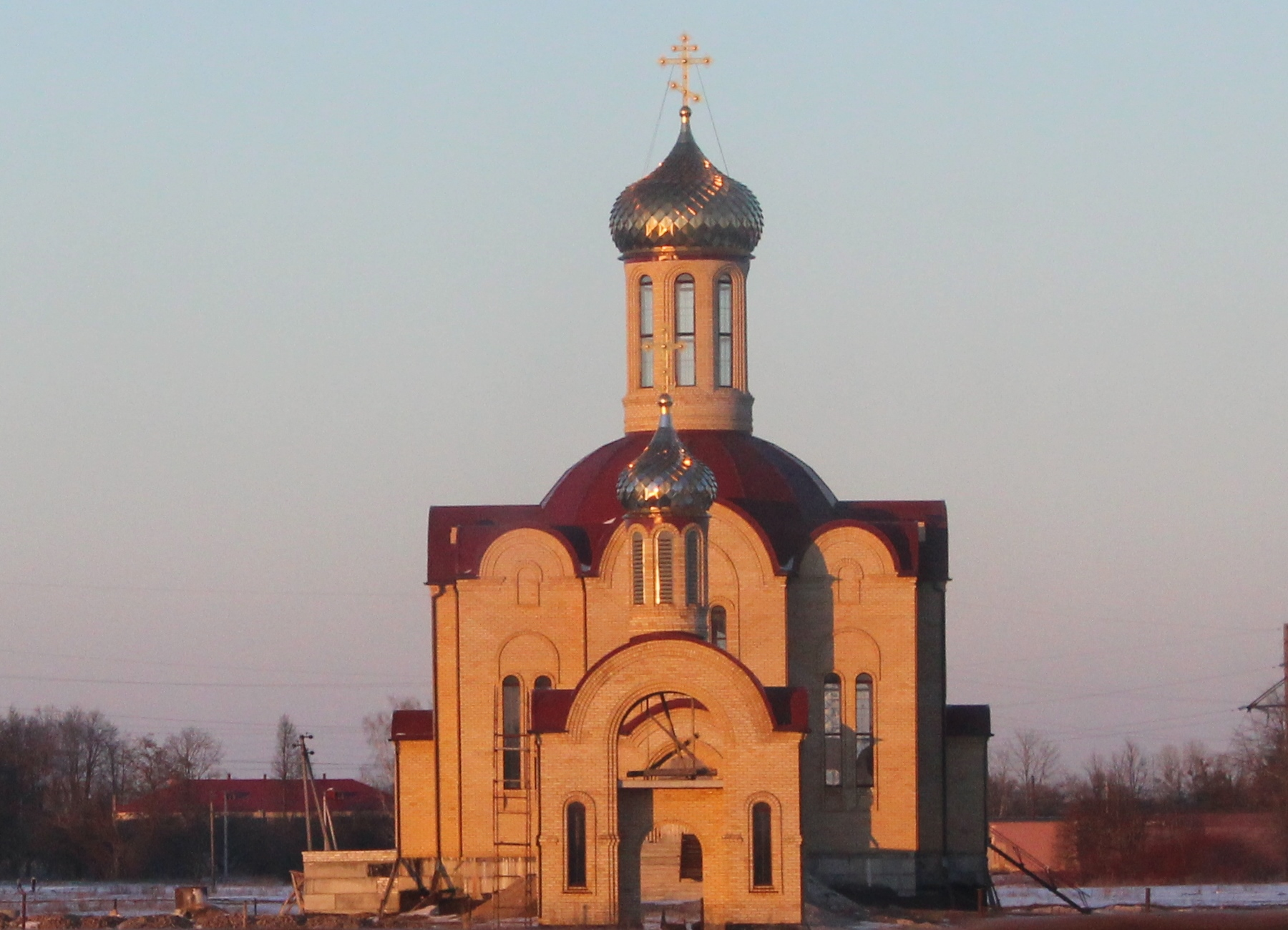
Église orthodoxe des Nouveaux Martyrs et Confesseurs de la terre biélorusse (2005)

Images d'archive
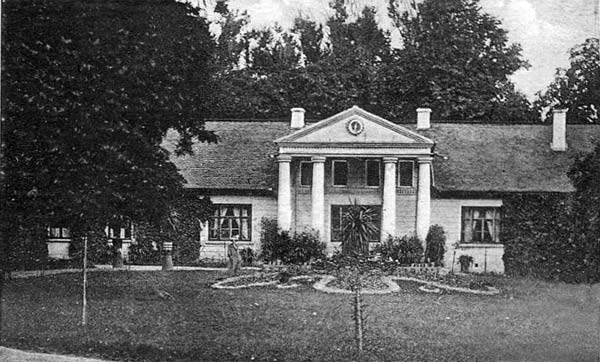
Résidence Czetwertyński (1920)
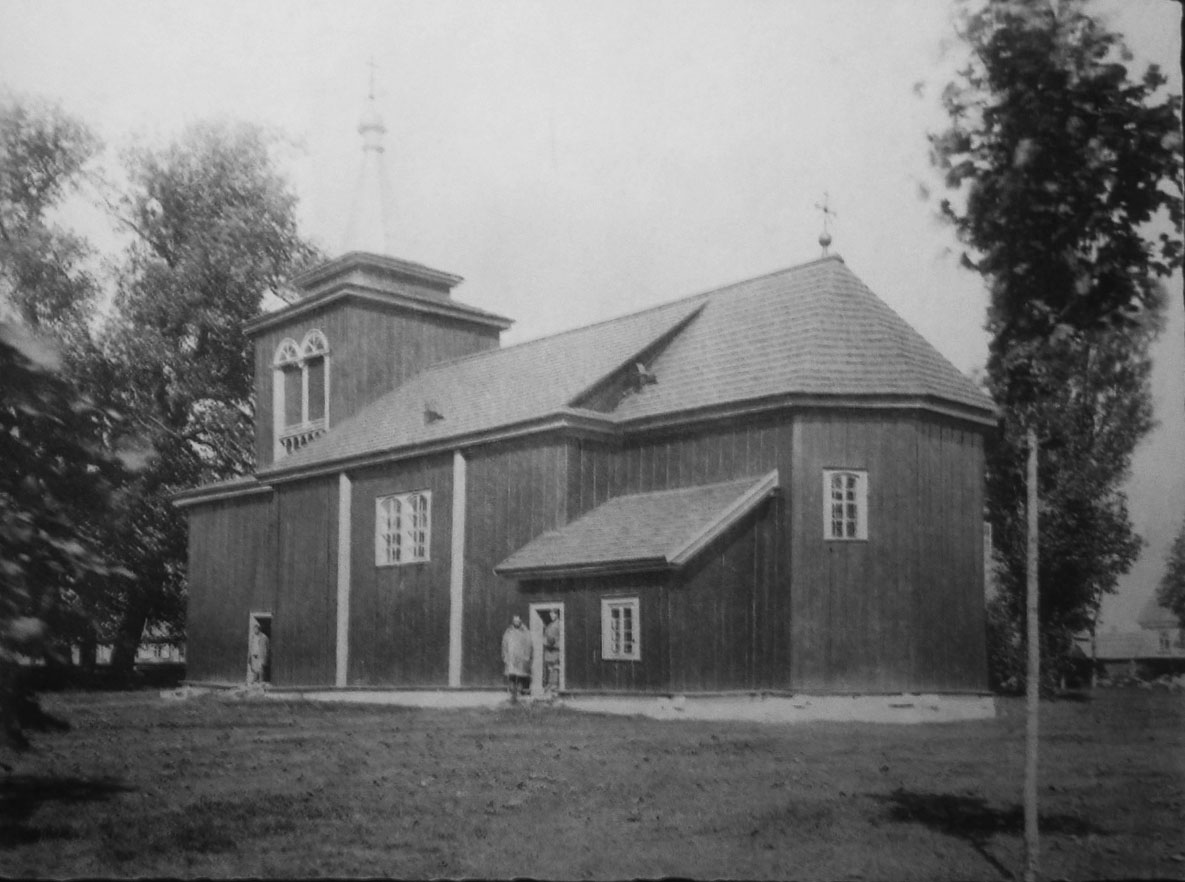
Église (1900)
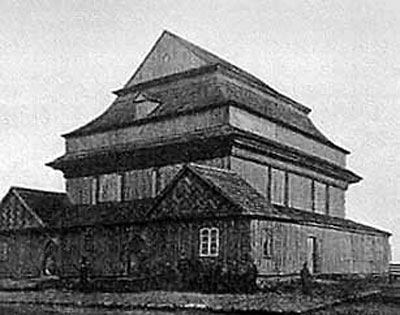
Synagogue
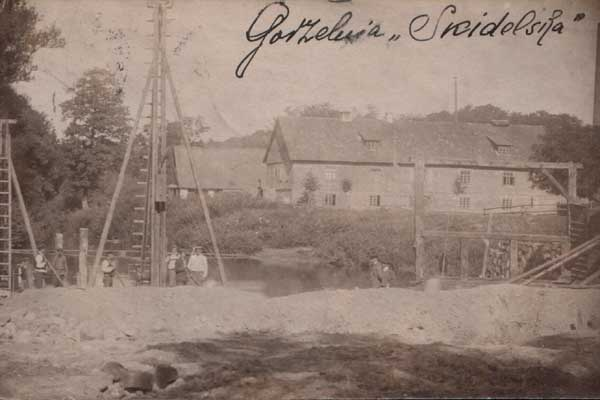
Pressoir vinicole